# Leah Baird
Leah Baird (Champaign, 20 giugno 1883 – Los Angeles, 3 ottobre 1971) è stata un'attrice e sceneggiatrice statunitense, attiva soprattutto all'epoca del muto.

## Filmografia parziale

### Attrice
- Jean and the Waif, regia di Larry Trimble (1910)
- The Wooing of Winifred, regia di Van Dyke Brooke (1911)
- La ballerina e i suoi adoratori (Chumps), regia di George D. Baker (1912)
- A Cure for Pokeritis, regia di Laurence Trimble (1912)
- Stenographers Wanted
- Mrs. Carter's Necklace
- The Old Silver Watch
- Working for Hubby
- The Way of a Man with a Maid
- Counsel for the Defense, regia di Van Dyke Brooke (1912)
- The Spider's Web, regia di Van Dyke Brooke e Maurice Costello (1912)
- The Days of Terror; or, In the Reign of Terror
- The Nipper's Lullaby
- The Gamblers (1912)
- The Extension Table
- The Foster Child
- The Black Sheep, regia di Edwin R. Phillips (1912)
- The Face or the Voice (1912)
- Adam and Eve (1912)
- All for a Girl, regia di Frederick A. Thomson (1912)
- Following the Star (1912)
- Hearts of the First Empire, regia di William Humphrey (1913)
- Ivanhoe, regia di Herbert Brenon (1913)
- Across the Atlantic, regia di Herbert Brenon (1914)
- Jim Webb, Senator, regia di King Baggot (1914)
- The Great Universal Mystery, regia di Allan Dwan (1914)
- Absinthe, il liquore della rovina (Absinthe), regia di Herbert Brenon e George Edwardes-Hall (1914)
- Neptune's Daughter, regia di Herbert Brenon (1914)
- Saints and Sinners, regia di Van Dyke Brooke (1915)
- A Question of Right or Wrong, regia di Van Dyke Brooke (1915)
- Lights of New York, regia di Van Dyke Brooke (1916)
- The Devil's Pay Day, regia di William Worthington (1917)
- Suicidio morale (Moral Suicide), regia di Ivan Abramson (1918)
- The Echo of Youth, regia di Ivan Abramson (1919)
- I tre moschettieri del Missouri (Bad Men of Missouri), regia di Ray Enright (1941)
- Ribalta di gloria (Yankee Doodle Dandy), regia di Michael Curtiz (1942)
- Il canto del deserto (Desert Song), regia di Robert Florey (1943)
- La corriera fantasma (The Phantom Stagecoach), regia di Ray Nazarro (1957)
- Lo spietato (The Hard Man), regia di George Sherman (1957)

### Sceneggiatrice
- A Woman, regia di Charles Kent (1912)
- Metropoli in fiamme (Barriers Burned Away), regia di W. S. Van Dyke - soggetto e sceneggiatura (1925)
- The Primrose Path, regia di Harry Hoyt (1925) - sceneggiatura
- Devil's Island, regia di Frank O'Connor - soggetto e sceneggiatura (1926)
- Spangles, regia di Frank O'Connor (1926)